# 内蒙眼子菜
内蒙眼子菜（学名：Potamogeton pectinatus var. interruptus）为眼子菜科眼子菜属下的一个变种。

## 扩展阅读
- 維基物種上的相關：内蒙眼子菜